# Ionuț Mihălăchioaie
Ionuț Mihălăchioaie (sinh ngày 31 tháng 1 năm 1991 ở Bacău) là một cầu thủ bóng đá người România. Anh chơi ở vị trí hậu vệ phải cho câu lạc bộ Liga III Aerostar Bacău.